# Rasensport Harburg
Rasensport Harburg (VfR Harburg) – niemiecki klub piłkarski z siedzibą w hamburskiej dzielnicy Harburg, działający w latach 1907–1970.  

## Historia
Klub został założony 1 października 1907 jako FC Britannia Harburg (fuzja klubów Sportmannschaft Harburg i Germania Harburg). W 1914 zmienił nazwę na Harburger Ballspielverein 1907. W 1919 zmienił nazwę na Rasensport Harburg (VfR Harburg).
12 marca 1970 połączył się z klubem Borussia Harburg tworząc Harburger SC.

## Sukcesy
- 2 sezony w Gauliga Niedersachsen (1. poziom): 1935/36-1936/37.
- 1 sezon w Gauliga Nordmark (1. poziom): 1938/39.
- 8 sezonów w Amateurliga Hamburg (2. poziom): 1951/52-1953/54, 1955/56 i 1959/60-1962/63.
- 1 sezon w Regionallidze Nord (2. poziom): 1964/65.
- 4 sezony w Landesliga Hamburg (3. poziom): 1963/64 i 1965/66-1967/68.
- mistrzostwo Bezirksklasse Hamburg Alster - Staffel: 1951 (3. poziom - awans do Amateurligi Hamburg).
- mistrzostwo Verbandsliga Hamburg Hansa - Staffel: 1955 i 1959 (3. poziom - awanse do Amateurligi Hamburg).
- awans (po wygranych barażach) do Regionalligi Nord (2. poziom).